# Roethenen (historisch)
De benaming Roethenen (Latijn: Rutheni) wordt in de geschiedschrijving sinds de 19e eeuw gebruikt om Oost-Slavische bevolkingsgroepen aan te duiden die niet onder de soevereiniteit van het grootvorstendom Moskou en het daaruit voortvloeiende keizerrijk Rusland leefden, maar onder die van zijn westerse buren. Het is afgeleid van Ruthenia, een Latijnse naamvariant voor het land van de Roes. Tot de 19e eeuw werd de term onsystematisch gebruikt naast andere naamvarianten (Latijns: Russi, Roxolani; Duits: Reußen) voordat het een instrument werd van een politiek gemotiveerde differentiatie onder de Oost-Slaven.

## 12e/13e eeuw
Het vorstendom Galicië, een deelvorstendom van het Kievse Rijk, werd in 1188 door koning Béla III van Hongarije bezet. Zijn zoon Andreas II, die tot gouverneur werd benoemd, werd in 1205 tot Rex Galiciae et Lodomiriae gekroond en claimde zo tot aan zijn dood in 1235 de hegemonie over het koninkrijk Galicië-Wolynië, meestal zonder effectieve controle. De sterkste Russische staat sinds het midden van de 12e eeuw was het vorstendomdom Vladimir-Soezdal (tot 1125 het vorstendom Rostov), wiens vorst Joeri Dolgoroeki in totaal vier jaar grootvorst van Kiev was. De metropoliet van de Russisch-Orthodoxe Kerk woonde in Kiev vanaf de oprichting van het ambt in 1063 tot aan zijn verhuizing naar Vladimir in 1299.
In de 13e eeuw werd de oudste nog bestaande kopie van de oorspronkelijk 12e-eeuwse Hongaarse oprichtingskroniek geschreven. Deze Gesta Hungarorum beschrijft de geschiedenis van de Magyaren vanuit hun positie in de 12e en 13e eeuw: In 889 verlieten de Magyaren Scythië naar het westen onder leiding van zeven leiders (persones principales). Een van deze leiders, hertog Almus, kwam met zijn hele volk naar een Russisch land genaamd Susudal. Daarna trokken ze door naar de Roetheense delen van het land (partes Rutenorum), drongen zonder weerstand door tot de stad Kiev, staken de rivier de Dnjepr over (fluvium Deneper transnavigando) en wilden het Roetheense rijk (regnum Rutenorum) onderwerpen. Dit rijk werd geregeerd door hertogen (duces). De hertog van Kiev riep, na overleg met zijn primates, op tot de strijd tegen Alamus. 
In 1253 werd de Ruriken-vorst Daniel van Galicië-Wolynië door een pauselijk legaat tot Rex Russiae ("Koning van Roes") gekroond.

## 15e/16e eeuw tot 1772
In de middeleeuwen en de vroegmoderne tijd waren de Roethenen aanvankelijk de russisch-orthodoxe Slaven in het grootvorstendom Litouwen. Als lingua franca van het grootvorstendom Litouwen ontwikkelden zich een variant van de Slavische taal die aanzienlijk verschilde van de Oudrussische taal. Deze Roetheense taal wordt tegenwoordig door Wit-Russen als Oud-Wit-Russisch en door Oekraïners als Oud-Oekraïens beschouwd. In de nasleep van de unie van Polen en Litouwen in de Unie van Lublin van 1569, werd in 1596 de Kerkunie van Brest gesloten. De Roetheens-sprekende Pools-Litouwse onderdanen bleven hierbij onder het primaat van de paus hun oosterse kerkritus handhaven.

## 1772 tot 1918
Als gevolg van de Poolse Delingen kwamen de meeste Oost-Slaven van het Pools-Litouwse Gemenebest onder de soevereiniteit van het Keizerrijk Rusland. Het kleinere deel kwam terecht in het Oostenrijkse kroonland Galicië en Lodomerië genoemd naar het vorstendom Galicië-Wolynië, dat echter ook het zuiden van Klein-Polen omvatte. Deze bevolkingsgroep waren de Roethenen van het Habsburgse Rijk. De gouverneur van Galicië en Lodomerië, Franz Seraph von Stadion, pleitte in het bijzonder voor de term Roethenen om de lokale Oost-Slavische bevolking conceptueel te scheiden van de Russen.

## 20e en 21e eeuw
Met de ineenstorting van het Habsburgse rijk definieerden de Oost-Slavische voormalige onderdanen zichzelf meestal als Oekraïners.
De Oost-Slavische bevolking van de Noordelijke Karpaten, verspreid over Slowakije, Polen en Oekraïne, die volgens eerdere definities deel uitmaakte van de Roethenen, wordt nu meestal Roesynen genoemd.
Tijdens de bezetting gebruikten de nationaalsocialisten de term Wit-Roethenen om de Wit-Russen te beschrijven en hen conceptueel van de Russen te scheiden. 
De hedendaagse westerse geschiedschrijving gebruikt de term Roethenen ook om delen van de historische oostelijke Slaven te onderscheiden van de Russen. Dit blijkt vaak problematisch te zijn, vooral in hoogmiddeleeuwse contexten.